# Hillebrand (Name)
Hillebrand ist ein Familienname und ein männlicher Vorname.

## Herkunft und Bedeutung
Der Name Hillebrand ist durch Lautangleichung aus dem Namen Hildebrand hervorgegangen (das „d“ in „Hilde“ wurde dem vorhergehenden „l“ angeglichen). Die Namensvariante Hillebrandt ist durch eine Auslautverhärtung aus Hillebrand entstanden.
Hildebrand ist ein alter germanischer Name, der sich aus den Wörtern hiltja bzw. hild (althochdeutsch bzw. altsächsisch „Kampf“) und brand (althochdeutsch, altsächsisch „Feuerbrand“, doch auch „Schwert“, Metonym für „flammendes Schwert“) zusammensetzt. Bekannt wurde der Name durch das frühmittelalterliche althochdeutsche Hildebrandslied, basierend auf einer Handlung aus dem 5. Jahrhundert.
In der Nibelungensage ist Hildebrand, Sohn des Herzogs von Garten, Erzieher und Waffenmeister von Dietrich von Bern. Das eigentliche Hildebrandslied handelt von Hildebrands Rückkehr in die Heimat und den Zweikampf mit seinem Sohn Hadubrand, der von ihm getötet wird.

## Verbreitung
Der Familienname Hillebrand ist im gesamten deutschsprachigen Raum sowie in einigen Nachbarländern (Niederlande und Skandinavien) und in Italien (Südtirol), Frankreich (Elsass), Polen (Schlesien, Danzig) und Belgien (Eupen, Flandern) geläufig. Durch Auswanderung ist er auch in englischsprachigen Ländern – besonders in den USA, aber auch in England, Südafrika und Australien – anzutreffen.
In Deutschland ist Hillebrand als Familienname hauptsächlich in Süd-Ostwestfalen verbreitet, dabei besonders in den Landkreisen Paderborn und Höxter und im Hochsauerlandkreis. Ein zweites lokal begrenztes, sehr hohes relatives Vorkommen zeigt der Name im Landkreis Berchtesgadener Land – und im benachbarten österreichischen Bezirk Salzburg-Umgebung, wo er seine größte relative Häufigkeit in Österreich erreicht. Die zweithäufigste Variante Hillenbrand ist in Süd-Osthessen – insbesondere im Landkreis Fulda – und in Unterfranken anzutreffen. Die dritthäufigste Namensvariante Hillebrandt kommt in Nord-Ostdeutschland vor mit der größten relativen Häufigkeit im Landkreis Northeim. Die zahlreichen weiteren Varianten sind in Deutschland in sehr viel geringerem Umfang und oft nur lokal begrenzt verbreitet.
Als männlicher Vorname ist Hillebrand im nördlichen Europa (Niederlande und Skandinavien) geläufig.

## Varianten
Über die Jahrhunderte sind viele weitere Varianten des Namens Hildebrand entstanden. Im Folgenden sind nur die zu „Hillebrand“ ähnlichen Varianten gelistet. Ob sie direkt von „Hillebrand“ oder von einer der zahlreichen Ableitungen von „Hildebrand“ abgeleitet wurden, ist im Einzelnen oft nicht mehr nachzuvollziehen.
- Hellebrand(t)
- Hellenbrand(t)
- Hellerbrand
- Hillabrand
- Hillbrand(t/s), Hilbrand(t/s)
- Hillebrand(t/s), Hilebrand
- Hillebrandi
- Hillebrandus
- Hillebrant
- Hillebrenner
- Hillenbrand(t/s)
- Hillerbrand, Hüllerbrand
- Hilsebrand

## Namensträger
→ Namensträger weiterer Varianten finden sich in eigenen Artikeln zu diesen Varianten.

### Form Hillebrand
- Albert Hillebrand (1890–1960), Oberbürgermeister der Stadt Münster
- August Hillebrand (1888–1953), deutscher Landwirt und Politiker
- Bernhard Hillebrand (* 1946), deutscher Volkswirt
- Bruno Hillebrand (1935–2016), deutscher Literaturwissenschaftler
- Burkhart Müller-Hillebrand (1904–1987), deutscher Offizier
- Clemens Hillebrand (* 1955), Maler und Graphiker in Köln
- Dennis Hillebrand (* 1979), deutscher Fußballspieler
- Diana Hillebrand (* 1971), deutsche Schriftstellerin
- Dieter Hillebrand (Sportfunktionär), deutscher Sportfunktionär
- Dieter Hillebrand (Politiker) (* 1951), deutscher Politiker (CDU)
- Dietrich Müller-Hillebrand (1902–1964), deutscher Elektrotechniker und Hochschullehrer
- Eberhard Hillebrand (1840–1924), deutscher Architekt und Bauunternehmer
- Elmar Hillebrand (1925–2016), deutscher Bildhauer
- Franz Hillebrand (Philosoph) (1863–1926), österreichischer Philosoph und Psychologe
- Franz Hillebrand (Politiker) (1918–1984), deutscher Politiker (CDU)
- Franziska Mayer-Hillebrand (1885–1978), österreichische Psychologin
- Friedhelm Hillebrand (* 1940), deutscher Ingenieur und Erfinder
- Fritz Hillebrand (1917–1957), österreichisch-deutscher Motorradrennfahrer
- Helmut Hillebrand (* 1966), deutscher Biologe und Hochschullehrer
- Hendrikje Riek Hillebrand (1892–1984), niederländische Ernährungswissenschaftlerin
- Herbert Hillebrand (* 1940), deutscher Immobilien- und Bauunternehmer
- Johann Hillebrand (Politiker) (1801–1866), Abgeordneter der Frankfurter Nationalversammlung
- Johann Hillebrand (Sportler)
- Johannes Hillebrand (1874–1931), deutscher katholischer Weihbischof im Bistum Paderborn
- Josef Hillebrand (1850–1927), deutscher Landwirt in Hennersdorf, Oberschlesien und Reichstagsabgeordneter in Berlin
- Joseph Hillebrand (1788–1871), deutscher Historiker, Philosoph und Politiker
- Julius Hubert Hillebrand (1819–1868), deutscher Rechtswissenschaftler
- Julius Hillebrand (1862–1895), deutscher Schriftsteller und Jurist
- Karl Hillebrand (Essayist) (1829–1884), deutscher Essayist, Publizist, Kulturwissenschaftler und Literaturhistoriker
- Karl Hillebrand (Astronom) (1861–1939), österreichischer Astronom
- Lucy Hillebrand (1906–1997), deutsche Architektin
- Lukas Hillebrand, österreichischer Produzent
- Markwart Müller-Hillebrand (1900–1980), deutscher Architekt
- Marlis Hillebrand (1946–2009), deutsche Lyrikerin und Malerin
- Max Joseph Hillebrand (1898–197?), Prof. für psychologische Pädagogik, Pädagogische Hochschule Bonn
- Nikola Hillebrand (* 1993), deutsche Opern- und Konzertsängerin (Sopran)
- Nikolaus Hillebrand (1948–2024), deutscher Opernsänger, Bassist
- Oswald Hillebrand (1879–1926), österreichisch-böhmischer Politiker
- Peter Hillebrand, katholischer Bischof in Kyoto, Japan
- Petra Hillebrand (* 1972), österreichische Autorin und Fotografin
- Raphael Moussa Hillebrand (* 1982), deutscher Choreograph, Tänzer, Politiker, Kurator, Schauspieler und Aktivist
- Rosa Hillebrand (1919–2013), deutsche Politikerin (SPD, BdD), MdL
- Rudolf Hillebrand (* 1954), deutscher Verleger und Fotograf
- Sophie Hillebrand (* 2002), österreichische Fußballspielerin
- Stefan Hillebrand (* 1969), deutscher Filmproduzent, Drehbuchautor und Regisseur
- Tino Hillebrand (* 1989), deutscher Schauspieler und Synchronsprecher
- Ulrich Hillebrand, deutscher Basketballspieler
- Val Hillebrand (* 1981), niederländischer Autorennfahrer
- Werner Hillebrand (* 1928), deutscher Historiker, Archivar und Autor
- Wilhelm Hillebrand (Mediziner) (1821–1886), deutscher Arzt und Botaniker
- Wilhelm Hillebrand (Pfarrer) (1892–1959), deutscher katholischer Pfarrer
- William Hillebrand (1853–1925), deutsch-US-amerikanischer Chemiker

#### Als Vorname
- Hillebrand van der Aa (1660–1722), niederländischer Stecher und Zeichner

### Form Hillebrands
- Burkard Hillebrands (* 1957), deutscher Physiker

### Form Hillebrandt
- Alfred Hillebrandt (1853–1927), dt. Sanskritologe und Indologe, Philologe
- Elisabeth Hillebrandt (1886–?), deutsche Schriftstellerin
- Franz Anton Hillebrandt (1719–1797), österreichischer Architekt
- Heinz-Hermann Hillebrandt (1922–1982), deutscher Politiker (SPD)
- Oskar Hillebrandt (* 1943), deutscher Opernsänger
- Wolfgang Hillebrandt (* 1944), deutscher Astronom

### Form Hillerbrand
- Hans Joachim Hillerbrand (1931–2020), deutsch-US-amerikanischer Kirchenhistoriker
- Josef Hillerbrand (1892–1981), deutscher Innenarchitekt, Textildesigner und Hochschullehrer
- Rafaela Hillerbrand (* 1976), deutsche Physikerin und Philosophin im Fach Angewandte Technikethik

### Form Hilbrand
- Gebhard Hilbrand (* 1934), österreichischer Skirennläufer
- Sophie Hilbrand (* 1975), niederländische Schauspielerin

#### Als Vorname
- Hilbrand Hartlief (1948–2006), niederländischer Volleyballspieler und Sportmoderator
- Hilbrand Nawijn (* 1948), niederländischer Politiker

### Form Hillbrand
- Erich Hillbrand (1926–2024), österreichischer Historiker
- Erwin Hillbrand (1899–1971), österreichischer Politiker (CSP)

### Form Hellebrand
- Walter Hellebrand (1907–1998), deutscher Rechtswissenschaftler

### Karten zur Verbreitung der Namensvarianten
- Deutschland: Hillebrand, Hillebrandt
- Westfalen-Lippe: ,
- Niederlande: Hillebrand, Hillebrandt, Hellebrand, Hellenbrand
- USA: Hillebrand, Hillebrandt, Hillenbrand, Hellebrand, Hellebrandt, Hellenbrand
- Belgien: Hillebrand, Hillebrandt, Hellebrandt
- Italien: Hillebrand
- Frankreich: Hillebrand, Hellenbrand